# Толстохвостые скаты
Толстохвостые скаты, или уротригоновые (лат. Urotrygonidae) — семейство скатов подотряда Myliobatoidei отряда хвостоколообразных. Обитают в тропических и умеренных водах Атлантического океана и Тихого океана у побережья Америки. В настоящее время к семейству относят 2 рода, изначально причисленных к семейству уролофов, ареал которых ограничен Индо-Тихоокеанской областью. Это медлительные донные рыбы, которые встречаются от прибрежного мелководья до глубины 109 м. Размер колеблется от 11,8 до 76 см. Широкие грудные плавники образуют округлый диск, ширина которого превышает длину. Довольно тонкий хвост оканчивается хвостовым плавником в форме листа. Спинные плавники отсутствуют. В центральной части хвостового стебля на дорсальной поверхности расположен ядовитый шип. Кожа лишена чешуи. Окраска ровная или пёстрая.
Рацион состоит из мелких донных беспозвоночных. Эти скаты размножаются яйцеживорождением. Эмбрионы вылупляются из яиц внутри матки матери и питаются желтком, а позднее гистотрофом. В целом рыбы, принадлежащие к этому семейству, не представляют интереса для коммерческого рыболовства.

## Таксономия и филогенез
Род Urobatis и род уротригонов традиционно относили к семейству короткохвостых хвостоколов. В 1996 году они были выделены в отдельное семейство Urotrygonidae.
Название семейства происходит от слов греч. οὐρά — «хвост» и др.-греч. τρίγωνον — «треугольник».

## Классификация
- Род Urobatis Garman, 1913
  - Urobatis concentricus R. C. Osburn & Nichols, 1916
  - Urobatis jamaicensis Cuvier, 1816
  - Urobatis marmoratus Philippi, 1893
  - Urobatis tumbesensis Chirichigno F. & McEachran, 1979

- Род Urotrygon T. N. Gill, 1863 — Уротригоны[5]
  - Urotrygon aspidura D. S. Jordan & C. H. Gilbert, 1882 — Чернохвостый уротригон
  - Urotrygon caudispinosus  Hildebrand, 1946
  - Urotrygon chilensis Günther, 1872
  - Urotrygon cimar López S. & W. A. Bussing, 1998
  - Urotrygon microphthalmum Delsman, 1941
  - Urotrygon munda T. N. Gill, 1863
  - Urotrygon nana McEachran & Miyake, 1988
  - Urotrygon peruanus Hildebrand, 1946 — Перуанский толстохвостый скат, или перуанский уротригон
  - Urotrygon reticulata McEachran & Miyake, 1988
  - Urotrygon rogersi D. S. Jordan &  Starks, 1895, 1863
  - Urotrygon serrula Hildebrand, 1946 — Пильчатый уротригон
  - Urotrygon simulatrix McEachran & Miyake, 1988
  - Urotrygon venezuelae L. P. Schultz, 1949